# Trinodes rufescens
Trinodes rufescens là một loài bọ cánh cứng trong họ Dermestidae. Loài này được Reitter miêu tả khoa học năm 1877.